# Eishockey-Eredivisie (Belgien) 2011/12
Die Saison 2011/12 war die 92. Spielzeit der Eredivisie, der höchsten belgischen Eishockeyspielklasse. Meister wurde zum insgesamt zehnten Mal in der Vereinsgeschichte HYC Herentals.

## Modus
In der Hauptrunde absolvierten die drei Mannschaften jeweils acht Spiele. Die beiden bestplatzierten Mannschaften qualifizierten sich für das Finale, in dem der Meister im Modus Best-of-Five ausgespielt wurde. Für einen Sieg nach regulärer Spielzeit erhielt jede Mannschaft drei Punkte, für einen Sieg nach Overtime gab es zwei Punkte, bei einer Niederlage nach Overtime gab es einen Punkt und bei einer Niederlage nach regulärer Spielzeit null Punkte.

## Hauptrunde

### Tabelle
|    | Klub                | Sp | S | OTS | OTN | N | T  | GT | Punkte |
| -- | ------------------- | -- | - | --- | --- | - | -- | -- | ------ |
| 1. | HYC Herentals       | 8  | 8 | 0   | 0   | 0 | 61 | 12 | 24     |
| 2. | Chiefs Leuven       | 8  | 3 | 1   | 0   | 4 | 26 | 38 | 11     |
| 3. | White Caps Turnhout | 8  | 0 | 0   | 1   | 7 | 11 | 48 | 1      |

Sp = Spiele, S = Siege, OTS = Siege nach Overtime, OTN = Niederlagen nach Overtime, N = Niederlagen

## Finale
- Chiefs Leuven – HYC Herentals 0:3 (3:5, 2:7, 1:7)